# I Jong
I Jong (hangul: 이용, RR: Lee Yong; Ulszan, 1986. december 24. –) dél-koreai válogatott labdarúgó, jelenleg a Csonbuk Hjonde (Jeonbuk Hyundai) játékosa.

## Pályafutása
A 2011-es Ázsia-kupán bronzérmesek lettek a válogatottal, valamint a 2014-es labdarúgó-világbajnokságon is tagja volt a keretnek.

## Sikerei, díjai
- Ulszan Hjonde (Ulsan Hyundai)
  - Dél-koreai ligakupa: 2011
  - AFC-bajnokok ligája: 2012

- Csonbuk Hjonde (Jeonbuk Hyundai)
  - K League 1: 2017

## Külső hivatkozások
- I Jong profilja a Transfermarkt oldalán (angolul)
- I Jong adatlapja a Soccerway oldalon (angolul)